# Vallemaggia
Het district Vallemaggia is een bestuurlijke eenheid binnen het kanton Ticino. Het district heeft een oppervlakte van 569,5 km² en heeft 5796 inwoners (eind 2004). De naam Vallemaggia verwijst naar het dal van de rivier de Maggia, centraal gelegen in de Tessiner Alpen.

## Indeling
Tot het district behoren de volgende cirkels en gemeenten:

### Circolo di Lavizzara
| Gemeentenaam | Inwoners (31/12/2016) | Oppervlakte (km²) |
| ------------ | --------------------- | ----------------- |
| Lavizzara    | 569                   | 187,5             |

### Circolo della Maggia
| Gemeentenaam    | Inwoners (31/12/2016) | Oppervlakte (km²) |
| --------------- | --------------------- | ----------------- |
| Avegno Gordevio | 1479                  | 27,3              |
| Maggia          | 2592                  | 111,1             |

### Circolo della Rovana
| Gemeentenaam | Inwoners (31/12/2016) | Oppervlakte (km²) |
| ------------ | --------------------- | ----------------- |
| Bosco/Gurin  | 55                    | 22,0              |
| Campo        | 56                    | 43,3              |
| Cerentino    | 51                    | 20,1              |
| Cevio        | 1177                  | 151,4             |
| Linescio     | 45                    | 6,6               |

Bellinzona · Blenio · Leventina · Locarno · Lugano · Mendrisio · Riviera · Vallemaggia